# Gouvernement de Riazan
1796–1929
Entités suivantes :
- Oblast industriel du Centre

Le gouvernement de Riazan (en russe : Рязанская губерния) est une division administrative de l’Empire russe, puis de la R.S.F.S.R., située en Russie centrale avec pour capitale la ville de Riazan. Formé en 1796, le gouvernement exista jusqu’en 1929.

## Géographie
Le gouvernement de Riazan était bordé par les gouvernements de Vladimir, Tambov, Toula et Moscou.
Le territoire du gouvernement de Riazan est maintenant réparti entre les oblasts de Riazan et de Lipetsk.

## Histoire
Ce gouvernement a été formé en 1796 à la suite de la réforme de la province (namestnitchestvo) de Riazan. En janvier 1929, le gouvernement est supprimé et son territoire fait partie de l’oblast industriel du Centre (renommé oblast de Moscou en juin 1929).

## Subdivisions administratives
Au début du XXe siècle, le gouvernement de Riazan était divisé en 12 ouïezds : Dankov, Iegorievsk, Zaraïsk, Kassimov, Mikhaïlov, Pronsk, Ranenbourg, Riajsk, Riazan, Sapojok, Skopine et Spassk.

## Population
En 1897, la population du gouvernement était de 1 802 196 habitants, dont 99,4 % de Russes et une petite minorité tatare dans l’ouïezd de Kassimov.